# Gideonmantellia
Gideonmantellia is een geslacht van plantenetende ornithischische dinosauriërs, behorend tot de groep van de Euornithopoda, dat tijdens het vroege Krijt leefde in het gebied van het huidige Spanje. De enige benoemde soort is Gideonmantellia amosanjuanae.

## Vondst en naamgeving
In 1982 vond de amateurpaleontoloog José María Herrero Marzo samen met zijn zoon Jesús in een leemput bij Galve, de Poyales Barranco Canales-vindplaats, de resten van een kleine euornithopode. Het materiaal, tentoongesteld in de paleontologische zaal van het gemeentehuis van Galve en deel van de collectie van het Museo Paleontológico de Galve, werd in 1984 eerst toegewezen aan Valdosaurus en daarna, in 1987, aan Hypsilophodon foxii door José Luis Sanz, die eruit een linkerdijbeen en een darmbeen beschreef. Na verdere preparering in 1994 en 1995 door José Ignacio Ruiz-Omeñaca kwam deze in dat laatste jaar tot de conclusie dat de vondst een eigen taxon vertegenwoordigde. Vanaf 1996 werden de botten door hem intensief bestudeerd in het kader van zijn doctoraat. In 2001 werd het materiaal door hem in een publicatie vollediger beschreven. In 2006 werd het in de dissertatie van Ruiz-Omeñaca benoemd als een aparte soort, Gideonmantellia amosanjuanae. Als nomen ex dissertatione was deze naam echter niet geldig.
In 2012 werd de typesoort Gideonmantellia amosanjuanae geldig benoemd en beschreven door Ruiz-Omeñaca, José Ignacio Canudo, Gloria Cuenca-Bescós, Penélope Cruzado-Caballero, José Manuel Gasca en Miguel Moreno-Azanza. De geslachtsnaam eert de ontdekker van Iguanodon en eerste beschrijver van Hypsilophodon, Gideon Mantell. De soortaanduiding eert wijlen de paleontologe María Olga Amo Sanjuán die eerder bij Galve onderzoek verrichtte en in 2002 op tweeëndertigjarige leeftijd overleed.
Het fossiel, holotype MPG-PBCH, is gevonden in een laag van de Camarillasformatie, een rivierafzetting die dateert uit het vroege Barremien, ongeveer 130 miljoen jaar oud. Het bestaat uit een in verband liggend gedeeltelijk skelet zonder schedel met elementen van de wervelkolom, het bekken en twee achterpoten. Bewaard zijn gebleven: drieëndertig wervels, eenentwintig fragmenten van wervelbogen, zes chevrons, negen stukken rib, verbeende pezen, het linkerbekken, van beide achterpoten de dijbeenderen, scheenbeenderen en kuitbeenderen, drie botten uit de enkels, vijf middenvoetsbeenderen en negentien teenkootjes. In totaal gaat het om 104 elementen. Het betreft een jong dier, zoals blijkt uit de onvolkomen vergroeiing van de werveldelen. Het exemplaar vertegenwoordigt het meest complete skelet van een ornithischische dinosauriër dat ooit in Spanje is gevonden. Verdere fossielen zijn niet van de vindplaats te verwachten daar het leem vanaf 1987 op grote schaal commercieel is afgegraven.

## Beschrijving

### Grootte en onderscheidende kenmerken
Het holotype van Gideonmantellia betreft een klein dier, minder dan een meter lang. De dijbeenlengte van 95 millimeter duidt, indien de proporties dezelfde waren als bij Hypsilophodon, op een lichaamslengte van negentig centimeter. Dit zal niet heel sterk van de volwassen lengte verschild hebben daar het geen pas uitgekomen exemplaar is zoals blijkt uit de verbening van de onderste enkelbeenderen. De beschrijvers schatten de lengte van het volwassen dier op rond de twee meter, het gewicht op twintig kilogram.
De beschrijvers wisten verschillende onderscheidende kenmerken vast te stellen. Drie daarvan zijn autapomorfieën, unieke afgeleide eigenschappen. Het achterblad van het darmbeen heeft onderaan een richel als aanhechting van een staartspier, de musculus caudofemoralis brevis, welke richel aan de interne, van de wervelkolom afgerichte, zijde van de binnenkant vooraan wijd uitloopt maar aan de achterkant horizontaal en nauw is. De processus praepubicus is staafvormig met een verbreed en gedraaid voorste uiteinde. De chevron of haemaalboog van de eerste staartwervel is L-vormig.
Twee kenmerken die Gideonmantellia duidelijk van Hypsilophodon onderscheiden zijn de diepe kloof op het bovenste dijbeen tussen de trochanter major en de trochanter minor; en de geringe lengte van het kuitbeen die maar 85% van dat van het scheenbeen bedraagt waarbij het kuitbeen onderaan het calcaneum niet raakt.

### Skelet
De indeling van de wervelkolom is niet precies bekend. Er zijn minstens zestien ruggenwervels, drie sacrale wervels en minstens veertien staartwervels. 
De ruggenwervels hebben opvallend korte zijuitsteeksels; hun totale breedte is daardoor soms zo laag als 60% van de wervellichaamlengte. De sacrale wervels waren nog niet vergroeid tot een heiligbeen. Bij de voorste staartwervels zijn de zijuitsteeksels niet verbonden met de wervelboog. Bij de eerste chevron van de staart maakt de onderkant een rechte hoek met het bovendeel, terwijl bij de verwanten de verbinding een geleidelijke curve vormt of de eerste chevron recht is. De andere chevrons tonen dit kenmerk echter niet.
Bij het darmbeen steekt aan de binnenkant de horizontale zijrichel opvallend uit, zodanig dat de breedte van het blad 64% van de hoogte bedraagt. De lange en aan de voorkant aanzienlijk verbrede processus praepubicus is sterk om de lengteas gedraaid waarbij de zijkant 52° naar boven geroteerd is.
Het dijbeen lijkt opvallend op dat van Othnielia. Een diepe kloof scheidt bovenop de trochanter major en trochanter minor. Bij het dijbeen zijn de onderste gewrichtsknobbels vooraan niet gescheiden door een groeve. Het scheenbeen is van voren naar achteren gemeten bovenaan vrij breed. Het kuitbeen raakt het calcaneum vermoedelijk niet hoewel dat niet geheel zeker is daar dat laatste element niet bewaard is gebleven, wel een breed sprongbeen. Het sprongbeen heeft maar een korte opgaande tak, de processus ascendens, die de onderste voorkant van het scheenbeen overgroeit. Het eerste middenvoetsbeen is tamelijk lang, met 55% van de lengte van het derde. De formule van de teenkootjes is 2-3-4-5-0.

## Fylogenie
Het exemplaar werd in 2001 in de Hypsilophodontidae geplaatst, maar later werd begrepen dat dit een onnatuurlijke parafyletische groep betreft. In 2012 was de plaatsing daarom simpelweg basaal in de (Eu)ornithopoda.
Een exacte cladistische analyse uit 2012 toonde dat de positie van Gideonmantellia nog tamelijk afgeleid was, hoger dan Hypsilophodon in de stamboom:
|  | Haya griva                                                                             |
|  |                                                                                        |
|  | \| \| Changchunsaurus parvus \| \| \| \| \| \| Jeholosaurus shangyuanensis \| \| \| \| |
|  |                                                                                        |
|  | Changchunsaurus parvus                                                                 |
|  |                                                                                        |
|  | Jeholosaurus shangyuanensis                                                            |
|  |                                                                                        |

|  | Changchunsaurus parvus      |
|  |                             |
|  | Jeholosaurus shangyuanensis |
|  |                             |

|  | Gasparinisaura cincosaltensis |
|  |                               |
|  | Parksosaurus warreni          |
|  |                               |

|  | Tenontosaurus tilletti |
|  |                        |
|  | Tenontosaurus dossi    |
|  |                        |

|  | Dryosauridae   |
|  |                |
|  | Ankylopollexia |
|  |                |

|  | Tenontosaurus tilletti |
|  |                        |
|  | Tenontosaurus dossi    |
|  |                        |

|  | Dryosauridae   |
|  |                |
|  | Ankylopollexia |
|  |                |

|  | Tenontosaurus tilletti |
|  |                        |
|  | Tenontosaurus dossi    |
|  |                        |

|  | Dryosauridae   |
|  |                |
|  | Ankylopollexia |
|  |                |

|  | Tenontosaurus tilletti |
|  |                        |
|  | Tenontosaurus dossi    |
|  |                        |

|  | Dryosauridae   |
|  |                |
|  | Ankylopollexia |
|  |                |

|  | Tenontosaurus tilletti |
|  |                        |
|  | Tenontosaurus dossi    |
|  |                        |

|  | Dryosauridae   |
|  |                |
|  | Ankylopollexia |
|  |                |

|  | Tenontosaurus tilletti |
|  |                        |
|  | Tenontosaurus dossi    |
|  |                        |

|  | Dryosauridae   |
|  |                |
|  | Ankylopollexia |
|  |                |

|  | Tenontosaurus tilletti |
|  |                        |
|  | Tenontosaurus dossi    |
|  |                        |

|  | Dryosauridae   |
|  |                |
|  | Ankylopollexia |
|  |                |

|  | Tenontosaurus tilletti |
|  |                        |
|  | Tenontosaurus dossi    |
|  |                        |

|  | Dryosauridae   |
|  |                |
|  | Ankylopollexia |
|  |                |

|  | Gasparinisaura cincosaltensis |
|  |                               |
|  | Parksosaurus warreni          |
|  |                               |

|  | Tenontosaurus tilletti |
|  |                        |
|  | Tenontosaurus dossi    |
|  |                        |

|  | Dryosauridae   |
|  |                |
|  | Ankylopollexia |
|  |                |

|  | Tenontosaurus tilletti |
|  |                        |
|  | Tenontosaurus dossi    |
|  |                        |

|  | Dryosauridae   |
|  |                |
|  | Ankylopollexia |
|  |                |

|  | Tenontosaurus tilletti |
|  |                        |
|  | Tenontosaurus dossi    |
|  |                        |

|  | Dryosauridae   |
|  |                |
|  | Ankylopollexia |
|  |                |

|  | Tenontosaurus tilletti |
|  |                        |
|  | Tenontosaurus dossi    |
|  |                        |

|  | Dryosauridae   |
|  |                |
|  | Ankylopollexia |
|  |                |

|  | Tenontosaurus tilletti |
|  |                        |
|  | Tenontosaurus dossi    |
|  |                        |

|  | Dryosauridae   |
|  |                |
|  | Ankylopollexia |
|  |                |

|  | Tenontosaurus tilletti |
|  |                        |
|  | Tenontosaurus dossi    |
|  |                        |

|  | Dryosauridae   |
|  |                |
|  | Ankylopollexia |
|  |                |

|  | Tenontosaurus tilletti |
|  |                        |
|  | Tenontosaurus dossi    |
|  |                        |

|  | Dryosauridae   |
|  |                |
|  | Ankylopollexia |
|  |                |

|  | Tenontosaurus tilletti |
|  |                        |
|  | Tenontosaurus dossi    |
|  |                        |

|  | Dryosauridae   |
|  |                |
|  | Ankylopollexia |
|  |                |

|  | Gasparinisaura cincosaltensis |
|  |                               |
|  | Parksosaurus warreni          |
|  |                               |

|  | Tenontosaurus tilletti |
|  |                        |
|  | Tenontosaurus dossi    |
|  |                        |

|  | Dryosauridae   |
|  |                |
|  | Ankylopollexia |
|  |                |

|  | Tenontosaurus tilletti |
|  |                        |
|  | Tenontosaurus dossi    |
|  |                        |

|  | Dryosauridae   |
|  |                |
|  | Ankylopollexia |
|  |                |

|  | Tenontosaurus tilletti |
|  |                        |
|  | Tenontosaurus dossi    |
|  |                        |

|  | Dryosauridae   |
|  |                |
|  | Ankylopollexia |
|  |                |

|  | Tenontosaurus tilletti |
|  |                        |
|  | Tenontosaurus dossi    |
|  |                        |

|  | Dryosauridae   |
|  |                |
|  | Ankylopollexia |
|  |                |

|  | Tenontosaurus tilletti |
|  |                        |
|  | Tenontosaurus dossi    |
|  |                        |

|  | Dryosauridae   |
|  |                |
|  | Ankylopollexia |
|  |                |

|  | Tenontosaurus tilletti |
|  |                        |
|  | Tenontosaurus dossi    |
|  |                        |

|  | Dryosauridae   |
|  |                |
|  | Ankylopollexia |
|  |                |

|  | Tenontosaurus tilletti |
|  |                        |
|  | Tenontosaurus dossi    |
|  |                        |

|  | Dryosauridae   |
|  |                |
|  | Ankylopollexia |
|  |                |

|  | Tenontosaurus tilletti |
|  |                        |
|  | Tenontosaurus dossi    |
|  |                        |

|  | Dryosauridae   |
|  |                |
|  | Ankylopollexia |
|  |                |

|  | Gasparinisaura cincosaltensis |
|  |                               |
|  | Parksosaurus warreni          |
|  |                               |

|  | Tenontosaurus tilletti |
|  |                        |
|  | Tenontosaurus dossi    |
|  |                        |

|  | Dryosauridae   |
|  |                |
|  | Ankylopollexia |
|  |                |

|  | Tenontosaurus tilletti |
|  |                        |
|  | Tenontosaurus dossi    |
|  |                        |

|  | Dryosauridae   |
|  |                |
|  | Ankylopollexia |
|  |                |

|  | Tenontosaurus tilletti |
|  |                        |
|  | Tenontosaurus dossi    |
|  |                        |

|  | Dryosauridae   |
|  |                |
|  | Ankylopollexia |
|  |                |

|  | Tenontosaurus tilletti |
|  |                        |
|  | Tenontosaurus dossi    |
|  |                        |

|  | Dryosauridae   |
|  |                |
|  | Ankylopollexia |
|  |                |

|  | Tenontosaurus tilletti |
|  |                        |
|  | Tenontosaurus dossi    |
|  |                        |

|  | Dryosauridae   |
|  |                |
|  | Ankylopollexia |
|  |                |

|  | Tenontosaurus tilletti |
|  |                        |
|  | Tenontosaurus dossi    |
|  |                        |

|  | Dryosauridae   |
|  |                |
|  | Ankylopollexia |
|  |                |

|  | Tenontosaurus tilletti |
|  |                        |
|  | Tenontosaurus dossi    |
|  |                        |

|  | Dryosauridae   |
|  |                |
|  | Ankylopollexia |
|  |                |

|  | Tenontosaurus tilletti |
|  |                        |
|  | Tenontosaurus dossi    |
|  |                        |

|  | Dryosauridae   |
|  |                |
|  | Ankylopollexia |
|  |                |

|  | Haya griva                                                                             |
|  |                                                                                        |
|  | \| \| Changchunsaurus parvus \| \| \| \| \| \| Jeholosaurus shangyuanensis \| \| \| \| |
|  |                                                                                        |
|  | Changchunsaurus parvus                                                                 |
|  |                                                                                        |
|  | Jeholosaurus shangyuanensis                                                            |
|  |                                                                                        |

|  | Changchunsaurus parvus      |
|  |                             |
|  | Jeholosaurus shangyuanensis |
|  |                             |

|  | Gasparinisaura cincosaltensis |
|  |                               |
|  | Parksosaurus warreni          |
|  |                               |

|  | Tenontosaurus tilletti |
|  |                        |
|  | Tenontosaurus dossi    |
|  |                        |

|  | Dryosauridae   |
|  |                |
|  | Ankylopollexia |
|  |                |

|  | Tenontosaurus tilletti |
|  |                        |
|  | Tenontosaurus dossi    |
|  |                        |

|  | Dryosauridae   |
|  |                |
|  | Ankylopollexia |
|  |                |

|  | Tenontosaurus tilletti |
|  |                        |
|  | Tenontosaurus dossi    |
|  |                        |

|  | Dryosauridae   |
|  |                |
|  | Ankylopollexia |
|  |                |

|  | Tenontosaurus tilletti |
|  |                        |
|  | Tenontosaurus dossi    |
|  |                        |

|  | Dryosauridae   |
|  |                |
|  | Ankylopollexia |
|  |                |

|  | Tenontosaurus tilletti |
|  |                        |
|  | Tenontosaurus dossi    |
|  |                        |

|  | Dryosauridae   |
|  |                |
|  | Ankylopollexia |
|  |                |

|  | Tenontosaurus tilletti |
|  |                        |
|  | Tenontosaurus dossi    |
|  |                        |

|  | Dryosauridae   |
|  |                |
|  | Ankylopollexia |
|  |                |

|  | Tenontosaurus tilletti |
|  |                        |
|  | Tenontosaurus dossi    |
|  |                        |

|  | Dryosauridae   |
|  |                |
|  | Ankylopollexia |
|  |                |

|  | Tenontosaurus tilletti |
|  |                        |
|  | Tenontosaurus dossi    |
|  |                        |

|  | Dryosauridae   |
|  |                |
|  | Ankylopollexia |
|  |                |

|  | Gasparinisaura cincosaltensis |
|  |                               |
|  | Parksosaurus warreni          |
|  |                               |

|  | Tenontosaurus tilletti |
|  |                        |
|  | Tenontosaurus dossi    |
|  |                        |

|  | Dryosauridae   |
|  |                |
|  | Ankylopollexia |
|  |                |

|  | Tenontosaurus tilletti |
|  |                        |
|  | Tenontosaurus dossi    |
|  |                        |

|  | Dryosauridae   |
|  |                |
|  | Ankylopollexia |
|  |                |

|  | Tenontosaurus tilletti |
|  |                        |
|  | Tenontosaurus dossi    |
|  |                        |

|  | Dryosauridae   |
|  |                |
|  | Ankylopollexia |
|  |                |

|  | Tenontosaurus tilletti |
|  |                        |
|  | Tenontosaurus dossi    |
|  |                        |

|  | Dryosauridae   |
|  |                |
|  | Ankylopollexia |
|  |                |

|  | Tenontosaurus tilletti |
|  |                        |
|  | Tenontosaurus dossi    |
|  |                        |

|  | Dryosauridae   |
|  |                |
|  | Ankylopollexia |
|  |                |

|  | Tenontosaurus tilletti |
|  |                        |
|  | Tenontosaurus dossi    |
|  |                        |

|  | Dryosauridae   |
|  |                |
|  | Ankylopollexia |
|  |                |

|  | Tenontosaurus tilletti |
|  |                        |
|  | Tenontosaurus dossi    |
|  |                        |

|  | Dryosauridae   |
|  |                |
|  | Ankylopollexia |
|  |                |

|  | Tenontosaurus tilletti |
|  |                        |
|  | Tenontosaurus dossi    |
|  |                        |

|  | Dryosauridae   |
|  |                |
|  | Ankylopollexia |
|  |                |

|  | Gasparinisaura cincosaltensis |
|  |                               |
|  | Parksosaurus warreni          |
|  |                               |

|  | Tenontosaurus tilletti |
|  |                        |
|  | Tenontosaurus dossi    |
|  |                        |

|  | Dryosauridae   |
|  |                |
|  | Ankylopollexia |
|  |                |

|  | Tenontosaurus tilletti |
|  |                        |
|  | Tenontosaurus dossi    |
|  |                        |

|  | Dryosauridae   |
|  |                |
|  | Ankylopollexia |
|  |                |

|  | Tenontosaurus tilletti |
|  |                        |
|  | Tenontosaurus dossi    |
|  |                        |

|  | Dryosauridae   |
|  |                |
|  | Ankylopollexia |
|  |                |

|  | Tenontosaurus tilletti |
|  |                        |
|  | Tenontosaurus dossi    |
|  |                        |

|  | Dryosauridae   |
|  |                |
|  | Ankylopollexia |
|  |                |

|  | Tenontosaurus tilletti |
|  |                        |
|  | Tenontosaurus dossi    |
|  |                        |

|  | Dryosauridae   |
|  |                |
|  | Ankylopollexia |
|  |                |

|  | Tenontosaurus tilletti |
|  |                        |
|  | Tenontosaurus dossi    |
|  |                        |

|  | Dryosauridae   |
|  |                |
|  | Ankylopollexia |
|  |                |

|  | Tenontosaurus tilletti |
|  |                        |
|  | Tenontosaurus dossi    |
|  |                        |

|  | Dryosauridae   |
|  |                |
|  | Ankylopollexia |
|  |                |

|  | Tenontosaurus tilletti |
|  |                        |
|  | Tenontosaurus dossi    |
|  |                        |

|  | Dryosauridae   |
|  |                |
|  | Ankylopollexia |
|  |                |

|  | Gasparinisaura cincosaltensis |
|  |                               |
|  | Parksosaurus warreni          |
|  |                               |

|  | Tenontosaurus tilletti |
|  |                        |
|  | Tenontosaurus dossi    |
|  |                        |

|  | Dryosauridae   |
|  |                |
|  | Ankylopollexia |
|  |                |

|  | Tenontosaurus tilletti |
|  |                        |
|  | Tenontosaurus dossi    |
|  |                        |

|  | Dryosauridae   |
|  |                |
|  | Ankylopollexia |
|  |                |

|  | Tenontosaurus tilletti |
|  |                        |
|  | Tenontosaurus dossi    |
|  |                        |

|  | Dryosauridae   |
|  |                |
|  | Ankylopollexia |
|  |                |

|  | Tenontosaurus tilletti |
|  |                        |
|  | Tenontosaurus dossi    |
|  |                        |

|  | Dryosauridae   |
|  |                |
|  | Ankylopollexia |
|  |                |

|  | Tenontosaurus tilletti |
|  |                        |
|  | Tenontosaurus dossi    |
|  |                        |

|  | Dryosauridae   |
|  |                |
|  | Ankylopollexia |
|  |                |

|  | Tenontosaurus tilletti |
|  |                        |
|  | Tenontosaurus dossi    |
|  |                        |

|  | Dryosauridae   |
|  |                |
|  | Ankylopollexia |
|  |                |

|  | Tenontosaurus tilletti |
|  |                        |
|  | Tenontosaurus dossi    |
|  |                        |

|  | Dryosauridae   |
|  |                |
|  | Ankylopollexia |
|  |                |

|  | Tenontosaurus tilletti |
|  |                        |
|  | Tenontosaurus dossi    |
|  |                        |

|  | Dryosauridae   |
|  |                |
|  | Ankylopollexia |
|  |                |

|  | Haya griva                                                                             |
|  |                                                                                        |
|  | \| \| Changchunsaurus parvus \| \| \| \| \| \| Jeholosaurus shangyuanensis \| \| \| \| |
|  |                                                                                        |
|  | Changchunsaurus parvus                                                                 |
|  |                                                                                        |
|  | Jeholosaurus shangyuanensis                                                            |
|  |                                                                                        |

|  | Changchunsaurus parvus      |
|  |                             |
|  | Jeholosaurus shangyuanensis |
|  |                             |

|  | Gasparinisaura cincosaltensis |
|  |                               |
|  | Parksosaurus warreni          |
|  |                               |

|  | Tenontosaurus tilletti |
|  |                        |
|  | Tenontosaurus dossi    |
|  |                        |

|  | Dryosauridae   |
|  |                |
|  | Ankylopollexia |
|  |                |

|  | Tenontosaurus tilletti |
|  |                        |
|  | Tenontosaurus dossi    |
|  |                        |

|  | Dryosauridae   |
|  |                |
|  | Ankylopollexia |
|  |                |

|  | Tenontosaurus tilletti |
|  |                        |
|  | Tenontosaurus dossi    |
|  |                        |

|  | Dryosauridae   |
|  |                |
|  | Ankylopollexia |
|  |                |

|  | Tenontosaurus tilletti |
|  |                        |
|  | Tenontosaurus dossi    |
|  |                        |

|  | Dryosauridae   |
|  |                |
|  | Ankylopollexia |
|  |                |

|  | Tenontosaurus tilletti |
|  |                        |
|  | Tenontosaurus dossi    |
|  |                        |

|  | Dryosauridae   |
|  |                |
|  | Ankylopollexia |
|  |                |

|  | Tenontosaurus tilletti |
|  |                        |
|  | Tenontosaurus dossi    |
|  |                        |

|  | Dryosauridae   |
|  |                |
|  | Ankylopollexia |
|  |                |

|  | Tenontosaurus tilletti |
|  |                        |
|  | Tenontosaurus dossi    |
|  |                        |

|  | Dryosauridae   |
|  |                |
|  | Ankylopollexia |
|  |                |

|  | Tenontosaurus tilletti |
|  |                        |
|  | Tenontosaurus dossi    |
|  |                        |

|  | Dryosauridae   |
|  |                |
|  | Ankylopollexia |
|  |                |

|  | Gasparinisaura cincosaltensis |
|  |                               |
|  | Parksosaurus warreni          |
|  |                               |

|  | Tenontosaurus tilletti |
|  |                        |
|  | Tenontosaurus dossi    |
|  |                        |

|  | Dryosauridae   |
|  |                |
|  | Ankylopollexia |
|  |                |

|  | Tenontosaurus tilletti |
|  |                        |
|  | Tenontosaurus dossi    |
|  |                        |

|  | Dryosauridae   |
|  |                |
|  | Ankylopollexia |
|  |                |

|  | Tenontosaurus tilletti |
|  |                        |
|  | Tenontosaurus dossi    |
|  |                        |

|  | Dryosauridae   |
|  |                |
|  | Ankylopollexia |
|  |                |

|  | Tenontosaurus tilletti |
|  |                        |
|  | Tenontosaurus dossi    |
|  |                        |

|  | Dryosauridae   |
|  |                |
|  | Ankylopollexia |
|  |                |

|  | Tenontosaurus tilletti |
|  |                        |
|  | Tenontosaurus dossi    |
|  |                        |

|  | Dryosauridae   |
|  |                |
|  | Ankylopollexia |
|  |                |

|  | Tenontosaurus tilletti |
|  |                        |
|  | Tenontosaurus dossi    |
|  |                        |

|  | Dryosauridae   |
|  |                |
|  | Ankylopollexia |
|  |                |

|  | Tenontosaurus tilletti |
|  |                        |
|  | Tenontosaurus dossi    |
|  |                        |

|  | Dryosauridae   |
|  |                |
|  | Ankylopollexia |
|  |                |

|  | Tenontosaurus tilletti |
|  |                        |
|  | Tenontosaurus dossi    |
|  |                        |

|  | Dryosauridae   |
|  |                |
|  | Ankylopollexia |
|  |                |

|  | Gasparinisaura cincosaltensis |
|  |                               |
|  | Parksosaurus warreni          |
|  |                               |

|  | Tenontosaurus tilletti |
|  |                        |
|  | Tenontosaurus dossi    |
|  |                        |

|  | Dryosauridae   |
|  |                |
|  | Ankylopollexia |
|  |                |

|  | Tenontosaurus tilletti |
|  |                        |
|  | Tenontosaurus dossi    |
|  |                        |

|  | Dryosauridae   |
|  |                |
|  | Ankylopollexia |
|  |                |

|  | Tenontosaurus tilletti |
|  |                        |
|  | Tenontosaurus dossi    |
|  |                        |

|  | Dryosauridae   |
|  |                |
|  | Ankylopollexia |
|  |                |

|  | Tenontosaurus tilletti |
|  |                        |
|  | Tenontosaurus dossi    |
|  |                        |

|  | Dryosauridae   |
|  |                |
|  | Ankylopollexia |
|  |                |

|  | Tenontosaurus tilletti |
|  |                        |
|  | Tenontosaurus dossi    |
|  |                        |

|  | Dryosauridae   |
|  |                |
|  | Ankylopollexia |
|  |                |

|  | Tenontosaurus tilletti |
|  |                        |
|  | Tenontosaurus dossi    |
|  |                        |

|  | Dryosauridae   |
|  |                |
|  | Ankylopollexia |
|  |                |

|  | Tenontosaurus tilletti |
|  |                        |
|  | Tenontosaurus dossi    |
|  |                        |

|  | Dryosauridae   |
|  |                |
|  | Ankylopollexia |
|  |                |

|  | Tenontosaurus tilletti |
|  |                        |
|  | Tenontosaurus dossi    |
|  |                        |

|  | Dryosauridae   |
|  |                |
|  | Ankylopollexia |
|  |                |

|  | Gasparinisaura cincosaltensis |
|  |                               |
|  | Parksosaurus warreni          |
|  |                               |

|  | Tenontosaurus tilletti |
|  |                        |
|  | Tenontosaurus dossi    |
|  |                        |

|  | Dryosauridae   |
|  |                |
|  | Ankylopollexia |
|  |                |

|  | Tenontosaurus tilletti |
|  |                        |
|  | Tenontosaurus dossi    |
|  |                        |

|  | Dryosauridae   |
|  |                |
|  | Ankylopollexia |
|  |                |

|  | Tenontosaurus tilletti |
|  |                        |
|  | Tenontosaurus dossi    |
|  |                        |

|  | Dryosauridae   |
|  |                |
|  | Ankylopollexia |
|  |                |

|  | Tenontosaurus tilletti |
|  |                        |
|  | Tenontosaurus dossi    |
|  |                        |

|  | Dryosauridae   |
|  |                |
|  | Ankylopollexia |
|  |                |

|  | Tenontosaurus tilletti |
|  |                        |
|  | Tenontosaurus dossi    |
|  |                        |

|  | Dryosauridae   |
|  |                |
|  | Ankylopollexia |
|  |                |

|  | Tenontosaurus tilletti |
|  |                        |
|  | Tenontosaurus dossi    |
|  |                        |

|  | Dryosauridae   |
|  |                |
|  | Ankylopollexia |
|  |                |

|  | Tenontosaurus tilletti |
|  |                        |
|  | Tenontosaurus dossi    |
|  |                        |

|  | Dryosauridae   |
|  |                |
|  | Ankylopollexia |
|  |                |

|  | Tenontosaurus tilletti |
|  |                        |
|  | Tenontosaurus dossi    |
|  |                        |

|  | Dryosauridae   |
|  |                |
|  | Ankylopollexia |
|  |                |

|  | Haya griva                                                                             |
|  |                                                                                        |
|  | \| \| Changchunsaurus parvus \| \| \| \| \| \| Jeholosaurus shangyuanensis \| \| \| \| |
|  |                                                                                        |
|  | Changchunsaurus parvus                                                                 |
|  |                                                                                        |
|  | Jeholosaurus shangyuanensis                                                            |
|  |                                                                                        |

|  | Changchunsaurus parvus      |
|  |                             |
|  | Jeholosaurus shangyuanensis |
|  |                             |

|  | Gasparinisaura cincosaltensis |
|  |                               |
|  | Parksosaurus warreni          |
|  |                               |

|  | Tenontosaurus tilletti |
|  |                        |
|  | Tenontosaurus dossi    |
|  |                        |

|  | Dryosauridae   |
|  |                |
|  | Ankylopollexia |
|  |                |

|  | Tenontosaurus tilletti |
|  |                        |
|  | Tenontosaurus dossi    |
|  |                        |

|  | Dryosauridae   |
|  |                |
|  | Ankylopollexia |
|  |                |

|  | Tenontosaurus tilletti |
|  |                        |
|  | Tenontosaurus dossi    |
|  |                        |

|  | Dryosauridae   |
|  |                |
|  | Ankylopollexia |
|  |                |

|  | Tenontosaurus tilletti |
|  |                        |
|  | Tenontosaurus dossi    |
|  |                        |

|  | Dryosauridae   |
|  |                |
|  | Ankylopollexia |
|  |                |

|  | Tenontosaurus tilletti |
|  |                        |
|  | Tenontosaurus dossi    |
|  |                        |

|  | Dryosauridae   |
|  |                |
|  | Ankylopollexia |
|  |                |

|  | Tenontosaurus tilletti |
|  |                        |
|  | Tenontosaurus dossi    |
|  |                        |

|  | Dryosauridae   |
|  |                |
|  | Ankylopollexia |
|  |                |

|  | Tenontosaurus tilletti |
|  |                        |
|  | Tenontosaurus dossi    |
|  |                        |

|  | Dryosauridae   |
|  |                |
|  | Ankylopollexia |
|  |                |

|  | Tenontosaurus tilletti |
|  |                        |
|  | Tenontosaurus dossi    |
|  |                        |

|  | Dryosauridae   |
|  |                |
|  | Ankylopollexia |
|  |                |

|  | Gasparinisaura cincosaltensis |
|  |                               |
|  | Parksosaurus warreni          |
|  |                               |

|  | Tenontosaurus tilletti |
|  |                        |
|  | Tenontosaurus dossi    |
|  |                        |

|  | Dryosauridae   |
|  |                |
|  | Ankylopollexia |
|  |                |

|  | Tenontosaurus tilletti |
|  |                        |
|  | Tenontosaurus dossi    |
|  |                        |

|  | Dryosauridae   |
|  |                |
|  | Ankylopollexia |
|  |                |

|  | Tenontosaurus tilletti |
|  |                        |
|  | Tenontosaurus dossi    |
|  |                        |

|  | Dryosauridae   |
|  |                |
|  | Ankylopollexia |
|  |                |

|  | Tenontosaurus tilletti |
|  |                        |
|  | Tenontosaurus dossi    |
|  |                        |

|  | Dryosauridae   |
|  |                |
|  | Ankylopollexia |
|  |                |

|  | Tenontosaurus tilletti |
|  |                        |
|  | Tenontosaurus dossi    |
|  |                        |

|  | Dryosauridae   |
|  |                |
|  | Ankylopollexia |
|  |                |

|  | Tenontosaurus tilletti |
|  |                        |
|  | Tenontosaurus dossi    |
|  |                        |

|  | Dryosauridae   |
|  |                |
|  | Ankylopollexia |
|  |                |

|  | Tenontosaurus tilletti |
|  |                        |
|  | Tenontosaurus dossi    |
|  |                        |

|  | Dryosauridae   |
|  |                |
|  | Ankylopollexia |
|  |                |

|  | Tenontosaurus tilletti |
|  |                        |
|  | Tenontosaurus dossi    |
|  |                        |

|  | Dryosauridae   |
|  |                |
|  | Ankylopollexia |
|  |                |

|  | Gasparinisaura cincosaltensis |
|  |                               |
|  | Parksosaurus warreni          |
|  |                               |

|  | Tenontosaurus tilletti |
|  |                        |
|  | Tenontosaurus dossi    |
|  |                        |

|  | Dryosauridae   |
|  |                |
|  | Ankylopollexia |
|  |                |

|  | Tenontosaurus tilletti |
|  |                        |
|  | Tenontosaurus dossi    |
|  |                        |

|  | Dryosauridae   |
|  |                |
|  | Ankylopollexia |
|  |                |

|  | Tenontosaurus tilletti |
|  |                        |
|  | Tenontosaurus dossi    |
|  |                        |

|  | Dryosauridae   |
|  |                |
|  | Ankylopollexia |
|  |                |

|  | Tenontosaurus tilletti |
|  |                        |
|  | Tenontosaurus dossi    |
|  |                        |

|  | Dryosauridae   |
|  |                |
|  | Ankylopollexia |
|  |                |

|  | Tenontosaurus tilletti |
|  |                        |
|  | Tenontosaurus dossi    |
|  |                        |

|  | Dryosauridae   |
|  |                |
|  | Ankylopollexia |
|  |                |

|  | Tenontosaurus tilletti |
|  |                        |
|  | Tenontosaurus dossi    |
|  |                        |

|  | Dryosauridae   |
|  |                |
|  | Ankylopollexia |
|  |                |

|  | Tenontosaurus tilletti |
|  |                        |
|  | Tenontosaurus dossi    |
|  |                        |

|  | Dryosauridae   |
|  |                |
|  | Ankylopollexia |
|  |                |

|  | Tenontosaurus tilletti |
|  |                        |
|  | Tenontosaurus dossi    |
|  |                        |

|  | Dryosauridae   |
|  |                |
|  | Ankylopollexia |
|  |                |

|  | Gasparinisaura cincosaltensis |
|  |                               |
|  | Parksosaurus warreni          |
|  |                               |

|  | Tenontosaurus tilletti |
|  |                        |
|  | Tenontosaurus dossi    |
|  |                        |

|  | Dryosauridae   |
|  |                |
|  | Ankylopollexia |
|  |                |

|  | Tenontosaurus tilletti |
|  |                        |
|  | Tenontosaurus dossi    |
|  |                        |

|  | Dryosauridae   |
|  |                |
|  | Ankylopollexia |
|  |                |

|  | Tenontosaurus tilletti |
|  |                        |
|  | Tenontosaurus dossi    |
|  |                        |

|  | Dryosauridae   |
|  |                |
|  | Ankylopollexia |
|  |                |

|  | Tenontosaurus tilletti |
|  |                        |
|  | Tenontosaurus dossi    |
|  |                        |

|  | Dryosauridae   |
|  |                |
|  | Ankylopollexia |
|  |                |

|  | Tenontosaurus tilletti |
|  |                        |
|  | Tenontosaurus dossi    |
|  |                        |

|  | Dryosauridae   |
|  |                |
|  | Ankylopollexia |
|  |                |

|  | Tenontosaurus tilletti |
|  |                        |
|  | Tenontosaurus dossi    |
|  |                        |

|  | Dryosauridae   |
|  |                |
|  | Ankylopollexia |
|  |                |

|  | Tenontosaurus tilletti |
|  |                        |
|  | Tenontosaurus dossi    |
|  |                        |

|  | Dryosauridae   |
|  |                |
|  | Ankylopollexia |
|  |                |

|  | Tenontosaurus tilletti |
|  |                        |
|  | Tenontosaurus dossi    |
|  |                        |

|  | Dryosauridae   |
|  |                |
|  | Ankylopollexia |
|  |                |